# 帕索雷省
帕索雷省（法語：Passoré）是布基納法索北部大區南部的一個省，面積3,867平方公里。2006年人口322,873人。首府亞科。
本區下轄九縣。